# Adela (Celavisa)
Adela, era, em 1747, um lugar do termo da vila de Salavisa, Arcediago de Cea, Bispado e Comarca de Coimbra, Província da Beira. Tinha na época dezasseis vizinhos, e uma ermida de São Lourenço. Havia neste lugar uma fonte, cuja água diziam os moradores que preservava e sarava de maleitas, conforme provava a experiência de pessoas que, bebendo dela, se livraram de suas enfermidades.